# Macairea rufescens
Macairea rufescens là một loài thực vật có hoa trong họ Mua. Loài này được DC. mô tả khoa học đầu tiên năm 1828.